# Ryōmen Sukuna
Ryomen Sukuna (両面宿儺 Ryōmen Sukuna?), comúnmente llamado Sukuna (宿儺?), es el antagonista de la serie de manga y anime Jujutsu Kaisen. Es un espíritu maldito, considerado el Rey de las maldiciones desde hace más de mil años. Se cree que siempre fue una maldición, pero en realidad fue un hechicero humano antes de ser sellado y encarnado como espíritu maldito, en el que su inmenso poder era tan fuerte que tuvieron que ser separados sus veinte dedos. Al principio de la historia, Yuji Itadori se comió uno de sus dedos, convirtiéndose en su recipiente y devolviendo a Sukuna a la vida.
En la adaptación de anime, Jun'ichi Suwabe interpreta su voz en japonés y Osvaldo Trejo Rodríguez en español latino, a partir de la segunda temporada es interpretado por Alfredo Gabriel Basurto debido al fallecimiento de Osvaldo Trejo a principios de 2021 por complicaciones de COVID-19. Se alabó el comportamiento sádico y «aterrador» de Sukuna como villano de la serie, así como la naturaleza dual de su relación con Yuji.

## Concepción y creación
Según Gege Akutami, Sukuna es una «calamidad andante». Fue creado como un personaje cruel, narcisista, depravado y supremamente arrogante dentro de la historia. Está inspirado en el demonio Ryomen Sukuna del libro clásico japonés Nihonshoki, donde Sukuna era un demonio de dos caras y cuatro brazos con una maliciosa personalidad. En la historia antigua, Sukuna era enemigo de la familia Yamato, pero también era adorado por algunos como una deidad, aunque el libro lo retrata como un villano. Su nombre de pila, Ryomen, significa «dos caras», lo que puede aplicarse al personaje tanto en sentido literal como figurado. Sukuna nunca tuvo esposa o familia en su vida como humano, y que era menos temido como humano que Satoru Gojo debido a lo vicioso que era el mundo de las maldiciones en la época en que vivió. Además, Akutami afirma que Sukuna «mataría a cualquiera en un instante» y que no tiene moral, pues disfruta complicarle las cosas Yuji.
Según su voz en inglés, Ray Chase, su aspecto favorito del personaje era su relación con Yuji compartiendo el mismo cuerpo, diciendo que «Sukuna tiene una visión tan diferente del dolor, del poder, de la vida, que Itadori, ya que ha existido durante más de mil años. Es un tipo de madurez que permite al villano maltratar al héroe de tantas maneras». Chase esperaba que Sukuna pudiera derrotar a Gojo para que Yuji obtuviera el poder de derrotar a Sukuna en su «templo mental». En otra entrevista, Chase dijo que se inspiró en el doblaje japonés para diferenciar entre Sukuna y Yuji, ya que comparten cuerpo. Chase dijo que «es divertido comentar en voz baja lo patético que es Itadori! Yo diría que, en última instancia, la serie está bien escrita y tiene un buen ritmo, lo que hace que Sukuna sea especialmente divertido cada vez que aparece». A la hora de poner voz a Sukuna, Chase sintió que tenía que hacer «una voz extraña e interesante para él [que] no es muy anime en absoluto, y definitivamente no es una que haya usado antes. Tiene un aire atemporal, lo que ayuda porque tiene mil años, pero también una actitud neoyorquina para sus momentos más desdeñosos».

## Apariciones
Hace muchos años, Sukuna era un humano. Tenía un subordinado, Uraume, que le servía entonces. Al principio de la historia, está sellado en veinte dedos de cera repartidos por todo el mundo. Megumi Fushiguro rastreó uno de sus dedos hasta el instituto Sugisawa, y fue capturado por el Club de Ocultismo. Tras una posterior pelea contra una maldición, Yuji se comió el dedo y se convirtió en el nuevo recipiente de Sukuna.
Aunque Yuji era capaz de exhibir un gran control sobre su cuerpo, luchó por contener a Sukuna en varias ocasiones. En un centro de detención, Sukuna se apoderó del cuerpo de Yuji para luchar contra un espíritu maldito de grado especial, pero se negó a devolvérselo. Tras luchar contra Megumi, le arranca el corazón a Yuji, matando a su recipiente, aunque Yuji acaba sobreviviendo y lucha contra Sukuna en su territorio. Sukuna se burló con Mahito, un espíritu maldito, tras la muerte de Junpei, el amigo de Yuji. Después de que Mahito intentara transfigurar a Yuji, Sukuna convocó a Mahito a sus dominios y le advirtió que nunca volviera a tocar su alma.
En el incidente de Shibuya, el número de dedos que comió Yuji ascendió a quince. Sukuna volvió a despertar en el cuerpo de Yuji tras ser alimentado a la fuerza con diez dedos a la vez. Retó a Jogo, otro espíritu maldito, a un combate y lo venció con una flecha de fuego, pero como resultado destruyó gran parte de Shibuya. También habló con Uraume durante la batalla, afirmando que estaba a punto de liberarse por completo. Después derrotó a Mahoraga, un shikigami extremadamente poderoso, salvando a Megumi. Finalmente, devolvió el control a Yuji y le permitió echar un vistazo al destruido distrito de Shibuya.

## Recepción
La arrogancia de Sukuna y su «manera casi casual de manejar una inmensa energía maldita» fueron elogiadas por Sportskeeda, que también lo calificó de «sobrecogedor y aterrador», así como el «villano de anime definitivo», etiquetándolo como uno de los villanos shonen más queridos.